# Pentila amenaidana
Pentila amenaidana är en fjärilsart som beskrevs av Embrik Strand 1911. Pentila amenaidana ingår i släktet Pentila och familjen juvelvingar. Inga underarter finns listade i Catalogue of Life.